# Pilea bicolor
Pilea bicolor är en nässelväxtart som beskrevs av Ignatz Urban. Pilea bicolor ingår i släktet pileor, och familjen nässelväxter. Inga underarter finns listade i Catalogue of Life.